# Bryce Mitchell
Bryce Andrew Mitchell (Cabot, Arkansas; 4 de octubre de 1994) es un artista marcial mixto estadounidense que compite en la división de peso pluma de Ultimate Fighting Championship (UFC). Desde el 10 de septiembre de 2024, está en la posición #12 del ranking de peso pluma de UFC.

## Primeros años
Nació y creció en Cabot, Arkansas, y asistió a la Escuela Secundaria de Cabot. Practicó varios deportes, entre ellos el baloncesto en el equipo universitario y la lucha libre, en la que quedó segundo en los campeonatos estatales 7A como junior y cuarto en los campeonatos estatales 6A como mayor. Después del instituto, se trasladó a Searcy, Arkansas, para asistir a la Universidad Harding.

## Carrera de artes marciales mixtas

### Inicios
Tras acumular un récord profesional invicto de 9-0 en MMA, fue elegido para el torneo de peso pluma The Ultimate Fighter: Undefeated. Derrotó a Jay Cucciniello en los cuartos de final, pero terminó perdiendo ante el eventual ganador de la temporada Brad Katona en las semifinales. A pesar de la derrota, fue contratado por la UFC.

### Ultimate Fighting Championship
Se enfrentó a Tyler Diamond el 6 de julio de 2018 en The Ultimate Fighter: Undefeated. Ganó el combate por decisión mayoritaria.
Se enfrentó a Bobby Moffett el 23 de marzo de 2019 en UFC Fight Night: Thompson vs. Pettis. Ganó el combate por decisión unánime. Este combate le valió el premio a la Pelea de la Noche.
Se enfrentó a Matt Sayles el 7 de diciembre de 2019 en UFC on ESPN: Overeem vs. Rozenstruik. Ganó el combate por sumisión de un twister en el primer asalto; esta fue solo la segunda victoria por sumisión de tornado en la historia de la UFC, con el Korean Zombie asegurando la primera en 2011 contra Leonard Garcia. Esta victoria le valió el premio a la Actuación de la Noche y fue nombrado Sumisión del Año 2019 por sitios como Sherdog, MMA Junkie y MMA Fighting. Posteriormente, firmó un nuevo contrato de cuatro combates con la UFC.
Se esperaba que se enfrentara a Charles Rosa el 2 de mayo de 2020 en UFC Fight Night: Hermansson vs. Weidman. Sin embargo, el 9 de abril, el presidente de la UFC, Dana White, anunció que este evento fue pospuesto y el combate tuvo lugar el 9 de mayo de 2020 en UFC 249. Ganó el combate por decisión unánime.
Se enfrentó a Andre Fili el 31 de octubre de 2020 en UFC Fight Night: Hall vs. Silva. Este combate marcó la primera vez que un luchador ha llevado un bañador personalizado desde el acuerdo de reebok con la promoción, ya que utilizó unos pantalones cortos de camuflaje durante el combate. Ganó el combate por decisión unánime.
Se enfrentó a Edson Barboza el 5 de marzo de 2022 en UFC 272. Ganó el combate por decisión unánime.
Se esperaba que se enfrentara a Movsar Evloev el 5 de noviembre de 2022 en UFC Fight Night 214. Sin embargo, Evloev se retiró a mediados de octubre por lesión y el combate se canceló.
Se enfrentó a Ilia Topuria el 10 de diciembre de 2022 en UFC 282. Perdió el combate por sumisión en el segundo asalto.
Está programado para enfrentarse a Jonathan Pearce el 6 de mayo de 2023 en UFC 288.

## Vida personal
Es licenciado en economía por la Universidad de Harding.

## Controversia por su negación del Holocausto
En enero de 2025, hizo varias declaraciones controvertidas, incluyendo elogios a Adolf Hitler, la negación del Holocausto y comentarios homofóbicos. Afirmó: «Sinceramente, creo que Hitler era una buena persona basándome en mi propia investigación, no en mi adoctrinamiento de la educación pública», y añadió: «Cuando te des cuenta de que es imposible que hayan quemado e incinerado seis millones de cuerpos, te darás cuenta de que el Holocausto no es real». Además, sugirió que los «judíos codiciosos» estaban «destruyendo el país y convirtiéndolos a todos en homosexuales» y mencionó las primeras cirugías de afirmación de género en Alemania como evidencia del declive social. A pesar de la condena generalizada —incluso del presidente de UFC, Dana White— , White declaró que no enfrentaría medidas disciplinarias por parte de UFC, alegando la protección de la libertad de expresión.

## Campeonatos y logros
- Ultimate Fighting Championship
  - Actuación de la Noche (una vez) vs. Matt Sayles[41]
  - Pelea de la Noche (una vez) vs. Bobby Moffett[13]
  - Honores de UFC por la sumisión del año 2019 contra Matt Sayles[42]
- CagesidePress.com
  - Sumisión del año 2019 vs. Matt Sayles[43]
- CombatPress.com
  - Sumisión del año 2019 vs. Matt Sayles[44]
- MMAJunkie.com
  - Sumisión del mes de diciembre de 2019 vs. Matt Sayles[45]
  - Sumisión del año 2019 vs. Matt Sayles[46]
- MMA Fighting
  - Sumisión del año 2019 vs. Matt Sayles[47]
- Sherdog
  - Sumisión del año 2019 vs. Matt Sayles[48]

## Récord en artes marciales mixtas
| 22 peleas | 18 victorias | 4 derrotas |
| --------- | ------------ | ---------- |
| Nocaut    | 1            | 1          |
| Sumisión  | 9            | 3          |
| Decisión  | 8            | 0          |

| Resultado | Récord | Oponente          | Método                                    | Evento                                  | Fecha                    | Ronda | Tiempo | Localización             | Notas                                                                                      |
| --------- | ------ | ----------------- | ----------------------------------------- | --------------------------------------- | ------------------------ | ----- | ------ | ------------------------ | ------------------------------------------------------------------------------------------ |
| Victoria  | 18-4   | Said Nurmagomedov | Decision (unánime )                       | UFC Fight Night: Whittaker vs. Ridder   | 26 de julio de 2025      | 3     | 5:00   | Abu Dabi                 | Regreso al peso gallo.                                                                     |
| Derrota   | 17–4   | Jean Silva        | Sumisión (ninja choke)                    | UFC 314                                 | 12 de abril de 2025      | 2     | 3:52   | Miami, Florida           |                                                                                            |
| Victoria  | 17–3   | Kron Gracie       | KO (codazos)                              | UFC 310                                 | 7 de diciembre de 2024   | 2     | 0:39   | Las Vegas, Nevada        |                                                                                            |
| Derrota   | 16–3   | Josh Emmett       | KO (puñetazo)                             | UFC 296                                 | 16 de diciembre de 2023  | 1     | 1:57   | Las Vegas, Nevada        |                                                                                            |
| Victoria  | 16–2   | Dan Ige           | Decisión (unánime)                        | UFC Fight Night: Fiziev vs. Gamrot      | 23 de septiembre de 2023 | 3     | 5:00   | Las Vegas, Nevada        |                                                                                            |
| Derrota   | 15–2   | Ilia Topuria      | Sumisión (estrangulamiento del brazo)     | UFC 282                                 | 10 de diciembre de 2022  | 2     | 3:10   | Las Vegas, Nevada        |                                                                                            |
| Victoria  | 15–1   | Edson Barboza     | Decisión (unánime)                        | UFC 272                                 | 5 de marzo de 2022       | 3     | 5:00   | Las Vegas, Nevada        |                                                                                            |
| Victoria  | 14–1   | Andre Fili        | Decisión (unánime)                        | UFC Fight Night: Hall vs. Silva         | 31 de octubre de 2020    | 3     | 5:00   | Las Vegas, Nevada        |                                                                                            |
| Victoria  | 13–1   | Charles Rosa      | Decisión (unánime)                        | UFC 249                                 | 9 de mayo de 2020        | 3     | 5:00   | Jacksonville, Florida    |                                                                                            |
| Victoria  | 12–1   | Matt Sayles       | Sumisión (tornado)                        | UFC on ESPN: Overeem vs. Rozenstruik    | 7 de diciembre de 2019   | 1     | 4:20   | Washington D. C.         | Combate de peso acordado (148.5 libras); Sayles no alcanzó el peso. Actuación de la Noche. |
| Victoria  | 11–1   | Bobby Moffett     | Decisión (unánime)                        | UFC Fight Night: Thompson vs. Pettis    | 23 de marzo de 2019      | 3     | 5:00   | Nashville, Tennessee     | Pelea de la Noche.                                                                         |
| Victoria  | 10–1   | Tyler Diamond     | Decisión (mayoritaria)                    | The Ultimate Fighter 27: Finale         | 6 de julio de 2018       | 3     | 5:00   | Las Vegas, Nevada        |                                                                                            |
| Derrota   | 9-1    | Brad Katona       | Sumisión (rear-naked choke)               | The Ultimate Fighter 27: Semifinal      | 20 de junio de 2018      | 3     | 4:17   | Las Vegas, Nevada        |                                                                                            |
| Victoria  | 9–0    | Jose Mariscal     | Decisión (unánime)                        | V3 Fights: Willis vs. Norwood           | 17 de junio de 2017      | 3     | 5:00   | Memphis, Tennessee       | Defendió el Campeonato de Peso Pluma de V3 Fights.                                         |
| Victoria  | 8–0    | Isaac Ware        | Sumisión (estrangulamiento por detrás)    | V3 Fights: Mitchell vs. Ware            | 14 de enero de 2017      | 1     | 1:30   | Memphis, Tennessee       | Ganó el vacante Campeonato de Peso Pluma de V3 Fights.                                     |
| Victoria  | 7–0    | Brandon Phillips  | Sumisión (estrangulamiento por triángulo) | WSOF 33                                 | 7 de octubre de 2016     | 2     | 3:14   | Kansas City, Misuri      | Combate de peso acordado (151 libras); Phillips no alcanzó el peso.                        |
| Victoria  | 6–0    | Bobby Taylor      | Sumisión (estrangulamiento por triángulo) | V3 Fights: Sanders vs. Anders           | 18 de junio de 2016      | 1     | 3:10   | Memphis, Tennessee       |                                                                                            |
| Victoria  | 5–0    | Jorge Medina      | Sumisión (estrangulamiento por detrás)    | WSOF 27                                 | 23 de enero de 2016      | 1     | 1:02   | Memphis, Tennessee       |                                                                                            |
| Victoria  | 4–0    | Chris Culley      | Sumisión (barra de brazo)                 | V3 Fights: Hall vs. Shelton             | 26 de septiembre de 2015 | 1     | 3:39   | Memphis, Tennessee       | Combate de peso acordado (150 libras).                                                     |
| Victoria  | 3–0    | Tony Williams     | Sumisión (estrangulamiento por detrás)    | V3 Fights: Davis vs. Hall               | 20 de junio de 2015      | 1     | 4:31   | Memphis, Tennessee       |                                                                                            |
| Victoria  | 2–0    | Jesse Sanderson   | Sumisión (estrangulamiento por detrás)    | AXS TV Fights RFA vs. Legacy Superfight | 8 de mayo de 2015        | 1     | 2:09   | Tunica Resorts, Misisipi | Debut en el peso pluma.                                                                    |
| Victoria  | 1–0    | Sheldon Smith     | Sumisión (estrangulamiento por detrás)    | V3 Fights: Johnson vs. Kennedy          | 24 de enero de 2015      | 1     | 3:01   | Memphis, Tennessee       | Debut en el peso gallo                                                                     |